# Hephaestus tulliensis
Hephaestus tulliensis är en fiskart som beskrevs av De Vis, 1884. Hephaestus tulliensis ingår i släktet Hephaestus och familjen Terapontidae. Inga underarter finns listade i Catalogue of Life.